# Nehemiah Gateway
Nehemiah Gateway gGmbH (N.G.). ist eine international tätige Hilfsorganisation mit Mitarbeitern aus verschiedenen Nationen, die sich durch ihr gemeinsames Werteverständnis in der Verantwortung sehen, die Lebensbedingungen bedürftiger Menschen nachhaltig zu verbessern. Diese Hilfe wird für Menschen ungeachtet ihrer ethnischen Zugehörigkeit, Weltanschauung oder Religion erbracht. Der Schwerpunkt liegt dabei auf der Hilfe zur Selbsthilfe.

## Entstehung
Nehemiah Gateway wurde im November 2010 als gemeinnützige GmbH (non-profit company) gegründet, mit Hauptsitz in Nürnberg und Büros in Berlin und Boulder, Colorado (USA). Sie geht aus der seit 1992 existierenden NEHEMIA-Arbeit in Albanien hervor.
Die NEHEMIA Stiftung Albanien selbst wurde von Arnold Geiger, Mitbegründer der Nehemiah Gateway gGmbH, gemeinsam mit dessen Familie, Freunden und Unterstützern ins Leben gerufen.
Das Team organisiert seit den 1980er Jahren ehrenamtliche Hilfstransporte in verschiedene Länder. Mit dem Willen, dies längerfristig beizubehalten, entstand die NEHEMIA Stiftung.
Während der Unruhen von 1997 wurden alle Projekte, die bis dahin in Albanien aufgebaut worden waren, zerstört. Das Team von Nehemia blieb aber vor Ort. In der Kosovo-Krise 1999 organisierte Nehemia in Zusammenarbeit mit der Regierung, der UNHCR und anderen internationalen Organisationen die Versorgung von ca. 4.000 Flüchtlingen.
Seitdem ist die Arbeit stetig gewachsen: Therapiezentren für Kinder mit besonderen Bedürfnissen, Tagesstätten, Pflegedienste für alte Menschen, Suppenküchen und Sozialdienste. Im Laufe der Jahre entstand ein Angebot an Bildungsmöglichkeiten, das heute vom Kindergarten bis zur Nehemiah Gateway Hochschule reicht.

### Mission Statement der Organisation
„Den Menschen helfen, in Würde und Unabhängigkeit ihr eigenes Leben selbst zu bestimmen und nachhaltig zu gestalten.“

### Bausteine und Grundwerte
Der Arbeit von Nehemiah Gateway stützt sich auf folgende vier Säulen:
Medizinische und soziale Hilfe

Nehemiah Gateway ist der Ansicht, dass physische und psychische Hilfe sowie soziale Unterstützung Menschen erst in die Lage bringen, sich selbstständig um die eigene Versorgung kümmern zu können.
Aus- und Fortbildung

Bildung ist in den Augen von Nehemiah Gateway der Ausgangspunkt für eine nachhaltige Selbstversorgung und damit auch eine wesentliche Grundlage für die Würde des Menschen. (Aber: Die Würde des Menschen ist NICHT von der Bildung abhängig, Bildung ist NICHT eine Grundlage für die Würde!)
Project Empowerment

Mit Project Empowerment hilft Nehemiah Gateway durch gezielte Unterstützung, aus Initiativen nachhaltige und erfolgreiche Unternehmungen zu machen im Sinne von „Hilfe zur Selbsthilfe“
Implementierung von Grundwerten

Nehemiah Gateway vertritt die Auffassung, dass Hilfe zur Selbsthilfe nur dann funktionieren kann, wenn die Vermittlung und Akzeptanz von Grundwerten parallel und nachhaltig sichergestellt werden.
Träger aller Projekte ist die Nehemiah Gateway gGmbH. Die Differenzierungen zwischen einzelnen Projekten erfolgt durch die entsprechende Benennung der Projekte. Die Namen der Projekte sind dementsprechend zusammengesetzt aus "Nehemiah Gateway" und dem jeweiligen Projekt (z. B. Nehemiah Gateway Hochschule, Nehemiah Gateway Ambulanz, …).

### Projektländer
Die Einsatzorte liegen vornehmlich in Südosteuropa, Afrika und Lateinamerika.
Besonders konzentriert sich die Organisation derzeit auf Albanien (Buçimas, Gjirokastër, Peshkëpi, Pogradec), Griechenland (Kalamata), Tansania (Bukoba, Morogoro, Mbeya), Mexiko (Mexiko-Stadt), Kuba, Südsudan (Yei), Äthiopien (Region Fincha) und Uganda (Kampala, Arua).

## Organe
Alleinige Gesellschafterin:
Nehemiah Gateway Services gGmbH (Geschäftsführender Gesellschafter: Arnold Geiger)
Beirat:
- Kai Uellendahl (Vorsitzender)
- Roman Fertinger
- Barbara Freifrau von Schnurbein
- Andreas Metzger
- Johannes Selle
- Harald Seubert
- Manfred Spreng
- Ulli Arnold
- Jürgen Feldmeier
- Anke Neuzerling
- Goran Rafajlovski

## Projekte
Nehemiah Gateway engagiert sich in den oben genannten Ländern entweder direkt oder indirekt.

### Albanien
Die „Nehemiah Gateway Albania“ Stiftung arbeitet bereits seit 1991 in Albanien. Mittlerweile gibt es mehrere Nehemiah Gateway Zentren, in denen hunderten von Menschen durch Sozialarbeit, Beistand, Medizin und Bildungsangebote geholfen wird.

#### Soziale Unterstützung
Von Beginn an hat Nehemiah Gateway in medizinische und soziale Hilfeleistungen investiert. In der Nehemiah Gateway Ambulanz in Buçimas und in einem von Nehemiah Gateway mit gegründeten Physiotherapiezentrum in Has/Nordalbanien werden unentgeltliche Behandlungen und medizinische Schulungen durchgeführt. Ein mobiler Pflegedienst versorgt alte und behinderte Menschen. In Pogradec, Gjirokaster und Peshkepi werden Speisungsprogramme angeboten.
Darüber hinaus organisiert Nehemiah Gateway in besonders schwierigen Fällen eine ärztliche Behandlung im Ausland.
Es entstanden christliche Kirchengemeinden überwiegend protestantischer Richtung. Jährlich finden zahlreiche Sommercamps für Kinder und mehrere Pfadfindergruppen statt.

#### Bildungseinrichtungen
Nehemiah Gateway sieht Bildung als eine der Grundlagen für die langfristige Hilfe zur Selbsthilfe. Aus diesem Grund hat die Organisation zahlreiche Bildungseinrichtungen gegründet.
Kindergärten, Grund-, Haupt- und Abendschulen sowie verschiedene berufsbezogene Fortbildungsprogramme. Seit 2008 gibt es die Nehemiah Gateway Hochschule., an der seit 2010 die Studiengänge „Economy & Businesses“ (Bachelor of Arts) und „Leadership and Assessment in Education“ (Master of Science) angeboten werden.
Die Studienabschlüsse sind in drei Ländern anerkannt: In Deutschland durch die Akkreditierungsagentur FIBAA (Foundation for International Business Administration Accreditation), in den USA durch die Agentur TRACS (institutionelle Akkreditierung) sowie in Albanien durch die Albanian Public Accreditation Agency, wobei die Anerkennung des Master-Studienganges noch in Arbeit ist.
Die Bildungseinrichtungen in Albanien als Teil der Nehemiah Gateway Group werden immer mehr zum internationalen Ausbildungszentrum für Führungskräfte der verschiedensten Länder. Dies gilt insbesondere für den dualen Studiengang „Economy & Businesses“ der Nehemiah Gateway Hochschule. Es werden die in Deutschland bewährten Konzepte in angepasster Form als entwicklungsdynamische Komponenten für Wirtschaft und Bildung in Albanien, anderen europäischen Ländern, Afrika und Mittelamerika angewendet, jeweils in enger Zusammenarbeit mit internationalen Partnerfirmen.
In der Amaro Tan Schule erhalten Kinder aus der Roma-Bevölkerung Bildung (Kindergarten, Grund- und Hauptschule) sowie medizinische Vorsorge und Behandlung. Die Schule bildet außerdem einen Ort der Zuflucht vor Kinderhandel und Missbrauch und bietet regelmäßige Mahlzeiten an. Den Schülern steht auch der Weg zum NEHEMIA Gymnasium bzw. zur Nehemiah Gateway Hochschule offen.

### Griechenland
In der Stadt Kalamata (Region Peloponnes) wirkt Nehemiah Gateway den verheerenden Folgen der Wirtschaftskrise mit Unterstützung des dortigen serbisch-orthodoxen Klosters Metamorphosis und des Hilfsvereins GAIA entgegen. Dazu gehören die Versorgung von verarmten Familien mit Nahrungsmitteln und Kleidung sowie die Unterstützung von Freiwilliger Feuerwehr und Rettungsdiensten.

### Tansania
In Kemondo (Distrikt Bukoba) erfolgt eine Zusammenarbeit mit einer Partnerschule in einem Waisendorf. Nehemiah Gateway unterstützt die Schulung und Weiterbildung von Lehrern sowie weiteren Verantwortungsträgern des Landes. Ein Bildungslabor mit Laptops, Software und Internet wurde errichtet, das in Zukunft auch über virtuelle Plattformen die Weiterbildung der Lehrer und Führungskräfte an der Nehemiah Gateway Hochschule ermöglichen wird. Zusätzlich wurden Finanzen für den Bau eines Schulgebäudes zur Verfügung gestellt.

### Leiterfortbildungen
Nehemiah Gateway investiert in Fortbildung von Leitern. Dies bezieht sich sowohl auf Lehrerfortbildungen, wie sie derzeit in Tansania angestrebt wird, als auch auf die Aus- und Fortbildung von Personen mit Führungsqualitäten. Praktisch geschieht das mit Hilfe der Nehemiah Gateway Hochschule in Albanien, via Internet oder durch ein Stipendium vor Ort. An der Nehemiah Gateway Hochschule sind Studenten aus Albanien, Uganda aus dem Südsudan, Tansania und Mexiko im Studiengang „Economy & Businesses“ immatrikuliert.

### Abgeschlossene Projekte

#### Nicaragua
In zwei Schulen in den Städten Santa Teresa und Masatepe unterstützte Nehemiah Gateway durch Fortbildungsprogramme für Lehrer mit dem Ziel der Weiterentwicklung didaktischer Fähigkeiten. Die Schulen werden von „nehemia Christliches Hilfswerk e.V.“ getragen.

#### Malta
Gemeinsam mit der maltesischen Partnerorganisation „Foundation for Shelter and Support to Migrants“ (FSM) wurden Fortbildungen und Coaching durchgeführt, um Migranten nachhaltige Perspektiven einer Existenzgründung im Herkunftsland zu ermöglichen. Die Schulungen werden von FSM weitergeführt.

### Startup-Hilfe und Firmengründungen
Um Menschen eine Perspektive für ihr Leben zu geben, unterstützte Nehemiah Gateway Unternehmensgründungen. Diese Unternehmen sind in privaten Händen und werden in Selbstständigkeit mit mehreren Angestellten geführt. Dazu zählen z. B.: Schreinerei, Kfz-Werkstatt, Bäckerei, Arztpraxis.

## Finanzen
Nehemiah Gateway finanziert sich aus folgenden Haupteinnahmequellen:
- Spenden (Spenden, Sachspenden, ehrenamtliche Mitarbeit)
- Einnahmen aus Dienstleistungen und Zweckbetrieben, z. B. Schulgebühren (wo möglich)
- Zuwendungen der Nehemiah Gateway Services gGmbH aus Immobilienverwaltung und Asset Management

Unabhängigkeit erlangte die Organisation aufgrund der Zuwendungen der Nehemiah Gateway Services gGmbH. Diese deckt die Verwaltungskosten. So kommen private Spenden zu 100 % bei den jeweiligen Projekten an.
Aufgrund der Gemeinnützigkeit sind Spenden für Nehemiah Gateway in Deutschland und den USA steuerlich absetzbar.

## Partnerschaften und gemeinsame Projekte
Nehemiah Gateway unterhält Partnerschaften mit verschiedenen anderen Bildungseinrichtungen und Organisationen:
Bildungseinrichtungen:
- Europäische Akademie Berlin[15] – Partnerschaft
- IT & Business School Oldenburg[10] – Studentenaustausch und Praktikum
- Hochschule für Technik und Wirtschaft Dresden[16] – Dorfentwicklungsprojekt
- SRH Hochschule Berlin[17] – Dozentenaustausch und Praktikum
- Morthland College in den USA[18] – Dozentenaustausch und Praktikum
- "Aleksandër Xhuvani" University in Elbasan, Albanien[19]
- Universität “Fan Noli” in Korça, Albanien[20]

Organisationen:
- Swiss Foundation for Innovation (SFI), Tirana
- Arbeitsgemeinschaft für Notfallmedizin Fürth e.V. (AGNF)
- Foundation for Shelter and Support to Migrants, Marsa/Malta
- Christliche Polizeivereinigung e.V., Deutschland
- St. Luke’s Hospital Thessaloniki, Griechenland
- Beck International Recruitment[21]

## Besonderes

### Verleihung des Bundesverdienstkreuzes
Der Gründer, Arnold Geiger, hat für sein Engagement im Jahr 2008 das Bundesverdienstkreuz verliehen bekommen. Zudem wurde 2016 der Stiftung Nehemiah Gateway Albanien und Arnold Geiger der Mutter-Teresa-Orden für ihre Verdienste zum Wohle der Menschen in Albanien verliehen.

### Straßenbenennung in Bucimas, Albanien
Aufgrund des Beitrags der Stiftung in Albanien wurde die Straße, in der das Gelände der Stiftung liegt, „Rruga Nehemia“ (dt. „Nehemia-Straße“) benannt.

### Buch: „Verhältnis der Religionen in Albanien“
Arlinda Merdani, Mitarbeiterin von Nehemiah Gateway und der Nehemiah Gateway Hochschule, ist Autorin des Buches "Verhältnis der Religionen in Albanien". Ausgehend von ihren Erfahrungen im Rahmen der Arbeit von Nehemiah Gateway folgt sie in ihrem Buch der Entwicklung Albaniens von einem diktatorischen Staat hin zu einem demokratischen Rechtsstaat und geht den damit verbundenen politischen und religiösen Veränderungen auf den Grund.

### Planet Wissen – SWR/WDR/ARD
Arnold Geiger, Gründer der Nehemiah Gateway, war Studiogast bei der Sendung "Planet Wissen".

### Radio Vatikan
Arnold Geiger, Gründer von Nehemiah Gateway, ist von Radio Vatikan porträtiert worden. Der 15-minütige Beitrag wurde im deutschen Programm „Menschen in der Zeit“ ausgestrahlt.